# CompactFlash
CompactFlash (CF) byl původně typ zařízení pro ukládání dat používané v přenosných elektronických zařízeních.

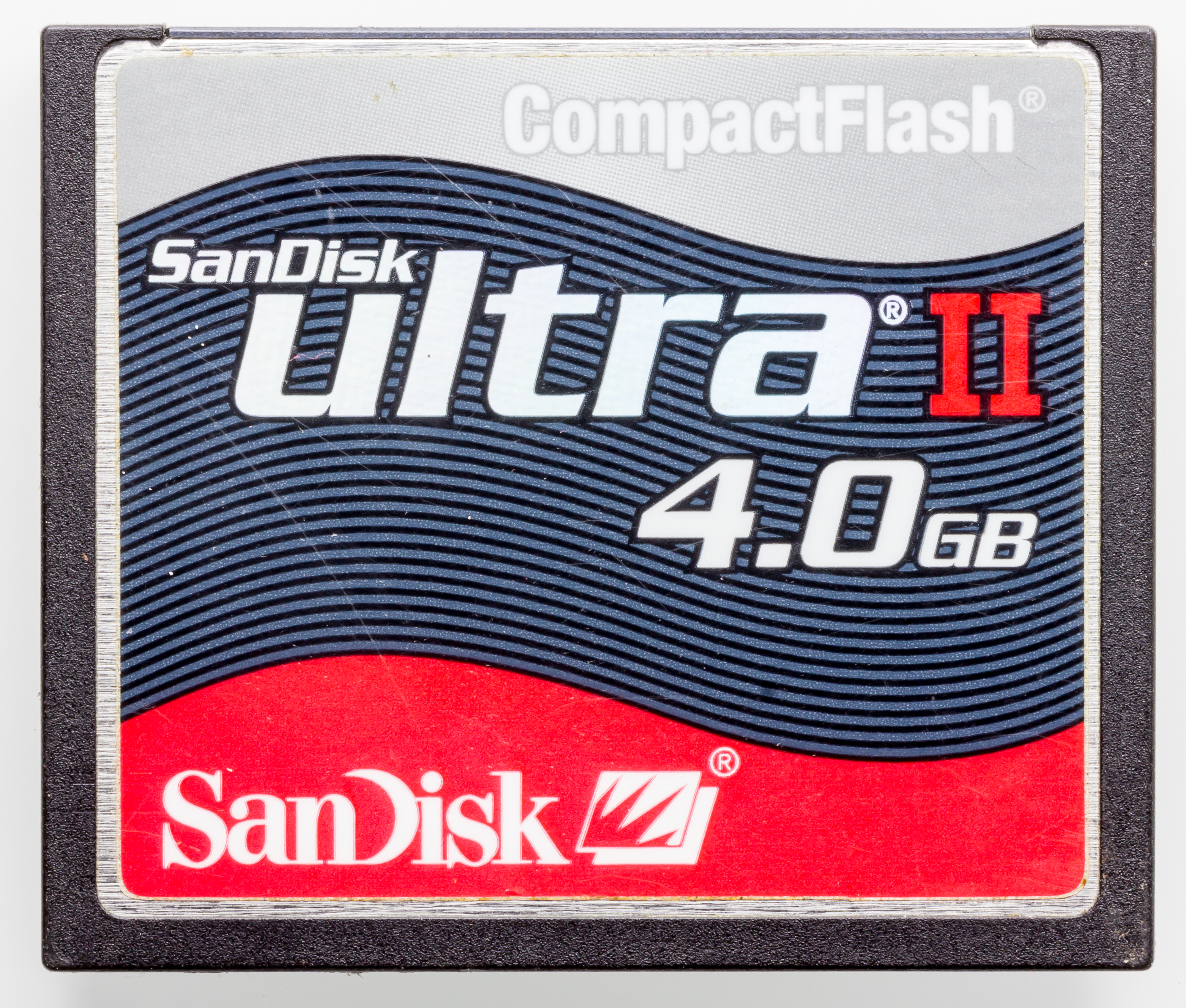
Karta typu CompactFlash

Jako záznamové médium používá flash paměť ve standardizovaném pouzdru. Poprvé bylo specifikováno a vyrobeno společností SanDisk Corporation v roce 1994. Fyzický formát je dnes používán pro mnoho zařízení. Existují dva typy CF karet: Type I (tloušťka 3,3 mm) a trochu tlustší Type II (5 mm). Disk IBM Microdrive rozměrem odpovídá CF Type II. Jako rozhraní bylo zvoleno klasické IDE. Rychlostní specifikace CF postupně přidávají nové přenosové režimy ATA, poslední specifikace CF 4.0 podporuje režim Ultra-DMA 5. Kapacitní a rychlostní omezení CF odpovídají použitému ATA režimu, v současnosti existují karty s kapacitou až 128GB.
Dnes se CF karty používají v profesionálních digitálních fotoaparátech a kamerách nebo místo pevných disků v průmyslových počítačích nebo počítačích s nízkou spotřebou. Jako flash paměť s vhodným rozhraním poskytují alternativu k SSD, které se zatím vyrábějí s relativně malou kapacitou a vysokou cenou (2011). Je k tomu potřeba redukce CF-IDE, která neobsahuje žádnou přidanou elektroniku (popř. CF-SATA, kde je přítomen PATA-SATA můstek). Firma Addonics vyrábí RAID řadič pro 4 CF karty. Díky absenci rotačního zpoždění klasických magnetických disků toto řešení může výrazně urychlit některé úlohy na PC (spouštění systému, aplikací).